# Blanquette méthode ancestrale
Die Blanquette méthode ancestrale ist ein französischer Schaumwein aus dem Languedoc. Er ist seit dem 18. Februar 1938 ein vin d'appellation d’Origine Contrôlée (AOC). Die AOC Blanquette méthode ancestrale war zusammen mit der Blanquette de Limoux die erste AOC des Weinbaugebiets Languedoc.
Man unterscheidet die Blanquette de Limoux brute im Gegensatz zur Blanquette de Limoux nach der méthode ancestrale. Darüber hinaus wird im Weinbaugebiet Limoux seit 1990 auch ein Crémant de Limoux vermarktet.

## Geographie und Klima
Die Appellation liegt im Département Aude und der Region Languedoc-Roussillon in der Nähe der Stadt Limoux, im Westen der AOC Corbières. Die südlichen Hänge der Hügel sind für die Appellation reserviert und bestehen aus einer Kombination von kalkreichem Schichtsilikat und leicht kieseligen Böden.
Das Klima von Limoux erlaubt die Produktion von weißen Rebsorten. Die Gegend wird vom Mittelmeer wie auch dem Atlantischen Ozean beeinflusst, welche für eine ausreichende Sonnenscheindauer und gut verteilte Niederschlagsmenge sorgen. Zudem liegen die Rebflächen auf einer Höhe von ca. 160 bis 450 m Höhe, wodurch eine schärfere Abgrenzung von Tages- und Nachttemperaturen sowie eine geringere Jahresmitteltemperatur wie im Nahe gelegenen Narbonne gegeben ist.

## Geschichte
Obwohl der Weinbau bei Limoux seit dem Jahr 931 schriftlich belegt ist, gibt es erste Erwähnungen des Schaumweines erst ab dem Jahr 1531. Mönche der Abtei Saint-Hilaire beherrschten damals bereits die Herstellung des Blanquette de Limoux.

## Rebsorten
Die Blanquette méthode ancestrale wird ausschließlich aus der Rebsorte Mauzac gekeltert. Die in der Blanquette de Limoux erlaubten Rebsorten Chardonnay und Chenin Blanc sind daher verboten.
Der Crémant de Limoux enthält seit einer Gesetzesnovelle im Jahr 2004 50 – 70 % Chardonnay, 20 – 40 % Chenin Blanc sowie max. 20 % der Nebensorten Mauzac und Pinot Noir. Somit sind die 3 Schaumweine der Region in ihrer Art grundverschieden.

## Vinifizierung

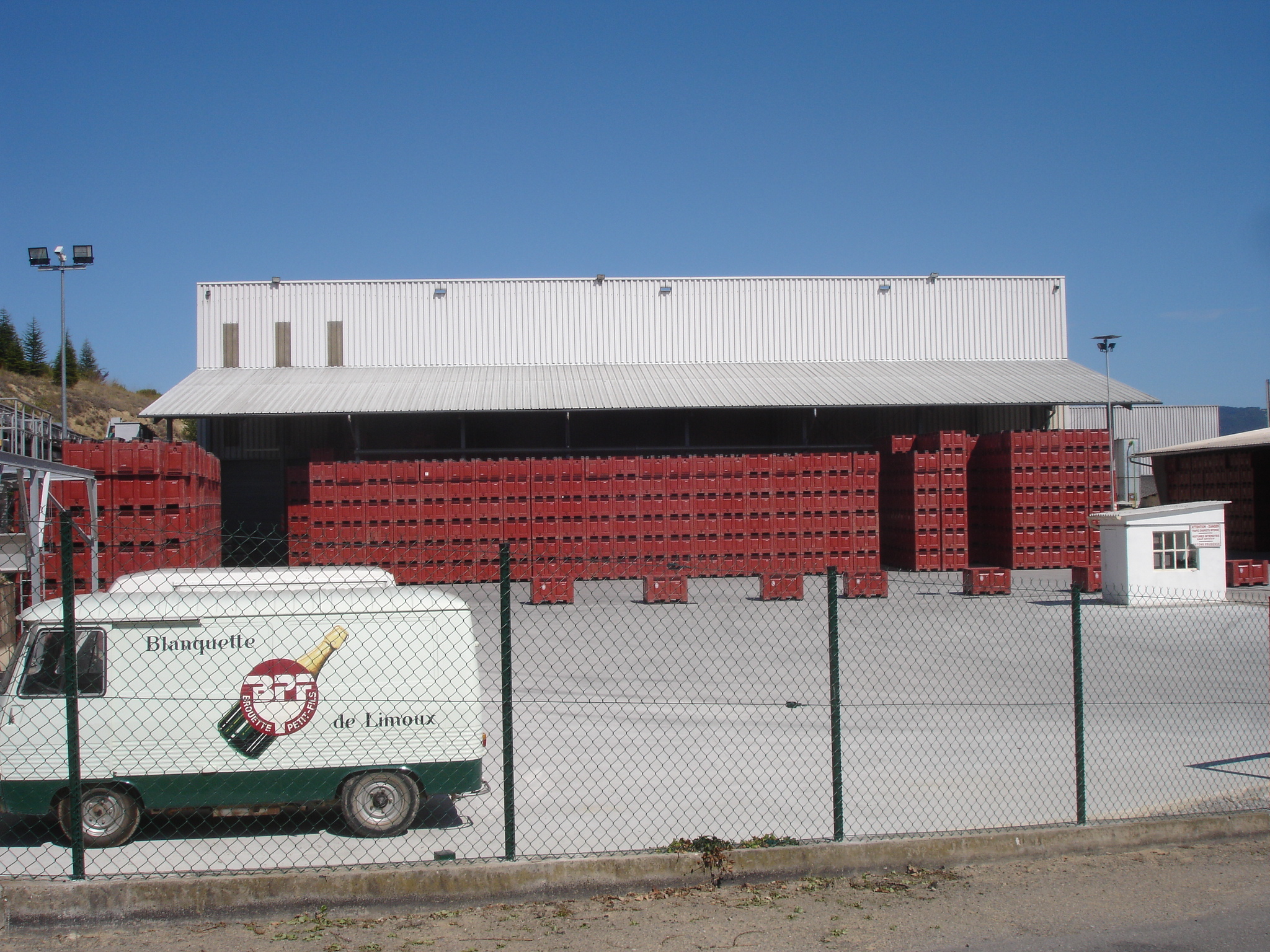
Winzergenossenschaft Sieur d’Arques

Bei der Blanquette Méthode ancestrale, findet ausschließlich eine einzige Spontangärung statt. Nach dem Ablaufen des Mostes von der Kelter wird der Grundwein in kühlbaren Edelstahltanks, auf eine Temperatur von etwa 10 °C heruntergekühlt. Die alkoholische Gärung startet nicht sofort, sondern fünfzehn bis zwanzig Tage später, um die Aromen aus dem Traubenmaterial besser zu extrahieren. Danach beginnt die einstufige langsame Gärung, welche bis Ende Januar nach der Ernte dauern kann. Der Most wird soweit vergoren, dass er noch genügend Restzucker für die Gewinnung der Perlage enthält. Früher wurde dieser Stopp der Gärung durch die kühlen Temperaturen des Winters erreicht.
Der Grundwein wird unter Verwendung von Kieselgur grob gefiltert und dann ohne weiteren Zusatz von Zucker oder Hefe in Flaschen abgefüllt. Dort findet die weitere alkoholische Gärung in geschlossenen Flaschen mit den indigenen Hefen aus der Region statt und endet einige Monate später, wenn der Druck in den Flaschen 500 bis 700 kPa erreicht. Hierdurch entstehen ganz natürliche Schaumweine, die eine große Finesse durch die feine Perlage und die Muskat-Aromen aufweisen. Der Schaumwein enthält weniger als 7° Alkohol sowie eine Restsüße.

## Zugelassene Gemeinden
Insgesamt wurden in 3 Gesetzesnovellen zwischen den Jahren 1938 und 1955 42 Gemeinden des Département Aude zur Erzeugung von Blanquette de Limoux zugelassen: Alet-les-Bains, Ajac, Antugnac, Bouriège, Campagne-sur-Aude, Cassaignes, Castelreng, Cépie, Conilhac-de-la-Montagne, Couiza, Cournanel, Coustaussa, La Digne-d’Amont, La Digne-d’Aval, Espéraza, Fa, Festes-et-Saint-André, Gaja-et-Villedieu, Gardie, Ladern-sur-Lauquet, La Serpent, Limoux, Loupia, Luc-sur-Aude, Magrie, Malras, Montazels, Pauligne, Peyrolles, Pieusse, Pomas, Roquetaillade, Rouffiac-d’Aude, Saint-Couat-du-Razès, Saint-Hilaire, Saint-Polycarpe, Serres, Tourreilles, Vendémies, Villar-Saint-Anselme, Villebazy und Villelongue-d’Aude.